# Koprivna (kanton uńsko-sański)
Koprivna – wieś w Bośni i Hercegowinie, w Federacji Bośni i Hercegowiny, w kantonie uńsko-sańskim, w gminie Sanski Most. W 2013 roku liczyła 3 mieszkańców, z czego większość stanowili Serbowie.